# Prefectura de Miyazaki
La Prefectura de Miyazaki (宫崎県) és a l'illa de Kyushu, Japó. La capital és la ciutat de Miyazaki. Així mateix hi ha les ciutats d'Ebino, Hyuga, Kobayashi, Kushima, Miyakonojo, Nichinan, Nobeoka i Saito. El formen els districtes de:
- Higashimorokata (Aya, Kunitomi i Takaoka)
- Higashiusuki (Kadogawa, Kitagawa, Kitago, Kitakata, Kitaura, Morotsuka, Nango, Saigo, Shiiba i Togo)
- Kitamorokata (Mimata, Takajo, Takazaki, Yamada i Yamanokuchi)
- Koyu (Kawaminami, Kijo, Nishimera, Shintomi, Takanabe i Tsuno)
- Minaminaka (Kitago i Nango)
- Miyazaki (Kiyotake, Sadowara i Tano)
- Nishimorokata (Nojiri, Suki i Takaharu)
- Nishiusuki (Gokase, Hinokage i Takachiho)